# Runenstein U 938

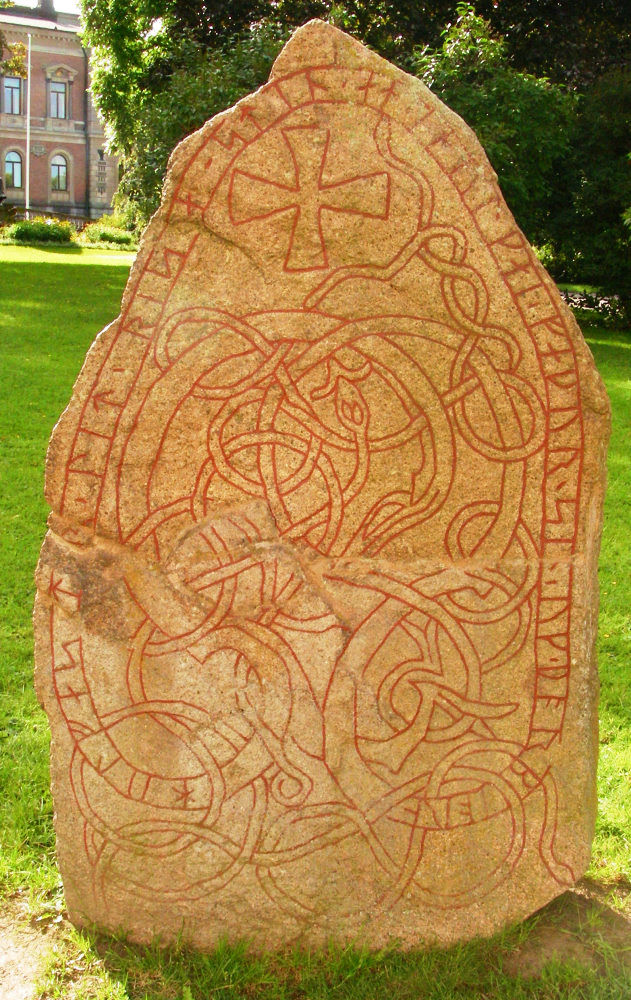
Runenstein U 938

Der Runenstein U 938 ist ein Runenstein aus rotem Granit. Er ist 1,9 m hoch und 1,2 m breit und wurde 1910 in der Nordwestecke des alten Marktes von Uppsala in Uppland in Schweden gefunden. Im Mittelalter befand sich dort ein Franziskanerkloster.
Der Stein war horizontal geteilt und ist wieder zusammengesetzt worden. Es ist mit einem komplizierten dreifachen Schlangenornament geschmückt, das die gesamte Vorderseite des Steins ausfüllt. Die Inschrift beginnt am Kopf und endet am Schwanz. Ein Kreuz ist im oberen Teil erkennbar.

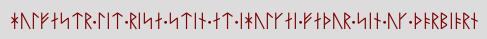
Die Inschrift aus dem 11. Jahrhundert lautet: Holmfast ließ den Stein errichten zum Gedenken an Igulger, seinen Vater, und Torbjörn.

Der sehr kurze Text erlaubt keine gesicherte Aussage darüber, welche Rolle Torbjörn hatte. Ob er zusammen mit Holmfast Errichter des Steins war, oder ob er als Toter zusammen mit Igulger mit dem Runenstein geehrt wurde. 
Der Stein ist nicht signiert, wird aber dem Runenmeister Öpir zugeordnet. 
Der Stein befindet sich zusammen mit weiteren Runensteinen, einem modernen Runenstein sowie der Betonkopie einer bronzezeitlichen Schiffsritzung hinter dem Gustavianum im Universitetsparken (Universitätspark).